# بخش گینیستا
بخش گینیستا (به سوئدی: Gnesta kommun) یک ناحیه شهری در سوئد است که در شهرستان سودرمانلاند واقع شده‌است.